# اس‌اس کوشیسکو
اس‌اس کوشیسکو (به انگلیسی: SS Kościuszko) یک کشتی بود که طول آن ۱۳۸٫۸۰ متر (۴۵۵ فوت ۵ اینچ) بود. این کشتی در سال ۱۹۱۵ ساخته شد.